# RJJ
RJJ（Real Japan Judo）（アール・ジェイ・ジェイ）は、ブラジリアン柔術アカデミー。主に埼玉県上尾市、桶川市で活動している。

## 歴史
小室宏二、青木真也、植松直哉、高瀬大樹、中村和裕などの日本トップレベルの格闘家が練習や技術交換をするために2000年に結成された。その後各選手がPRIDEをはじめ他方面で活動を始めるようになるとRJJは事実上活動を停止した。
2007年、ブラジリアン柔術黒帯の岡本裕士がRJJの名前を譲り受け活動再開。2013年より運営をサークルからアカデミーに変更した。